# Боргата Грамбоско
Боргата Грамбоско је насеље у Италији у округу Торино, региону Пијемонт.
Према процени из 2011. у насељу је живело 13 становника. Насеље се налази на надморској висини од 486 м.